# Las Albiñuelas
Las Albiñuelas (o Albuñuelas) es una localidad y pedanía española perteneciente al municipio de La Peza, en la provincia de Granada. Está situada en la parte occidental de la comarca de Guadix. Cerca de esta localidad se encuentran los núcleos de Diezma y Darro.
Se ubica justo en el límite entre los municipios de La Peza y Diezma, próxima a la autovía A-92 y al embalse de Abellán.

## Demografía
Según el Instituto Nacional de Estadística de España, en el año 2022 Las Albiñuelas contaba con tan sólo 3 habitantes censados, lo que representa el 0,26% de la población total del municipio.

### Evolución de la población
| Gráfica de evolución demográfica de Las Albiñuelas entre 2012 y 2022 |
|                                                                      |
| Datos según el nomenclátor publicado por el INE.                     |

## Comunicaciones
Algunas distancias entre Las Albiñuelas y otras ciudades:
| Ciudades | Distancia (km) |
| -------- | -------------- |
| La Peza  | 7              |
| Guadix   | 20             |
| Granada  | 38             |
| Jaén     | 103            |
| Almería  | 123            |
| Murcia   | 243            |